# یون دادی بودوارسون
یون دادی بودوارسون (انگلیسی: Jón Daði Böðvarsson؛ زادهٔ ۲۵ مهٔ ۱۹۹۲) یک بازیکن فوتبال اهل ایسلند است.
از باشگاه‌هایی که در آن بازی کرده‌است می‌توان به باشگاه فوتبال واکینگ، کایزرسلاوترن و آرهوس اشاره کرد.
وی همچنین در تیم ملی فوتبال ایسلند بازی کرده‌است.